# سيد جنسن
سيد جنسن (بالإنجليزية: Syd Jensen)‏ مواليد 13 نوفمبر 1922 - الوفاة 22 يوليو 1999، كان متسابق دراجات نارية نيوزلندي. نافس في سباقات بطولة العالم لفئة 500 سي سي ولفئة 350 سي سي ولفئة 50 سي سي. كما شارك في كأس جزيرة مان السياحية.